# Saint-Gilles (Manche)
Saint-Gilles ist eine französische Gemeinde mit 987 Einwohnern (Stand 1. Januar 2022) im Département Manche in der Region Normandie. Sie gehört zum Arrondissement Saint-Lô und zum Kanton Saint-Lô-1.
Sie grenzt im Nordwesten an Le Mesnil-Amey (Berührungspunkt), im Norden an Thèreval mit Hébécrevon, im Nordosten an Agneaux, im Osten an Saint-Lô, im Südosten an Saint-Ébremond-de-Bonfossé und im Südwesten an Canisy.

## Bevölkerungsentwicklung
| Jahr      | 1962 | 1968 | 1975 | 1982 | 1990 | 1999 | 2008 | 2018 |
| --------- | ---- | ---- | ---- | ---- | ---- | ---- | ---- | ---- |
| Einwohner | 519  | 490  | 513  | 610  | 676  | 785  | 908  | 933  |

## Sehenswürdigkeiten

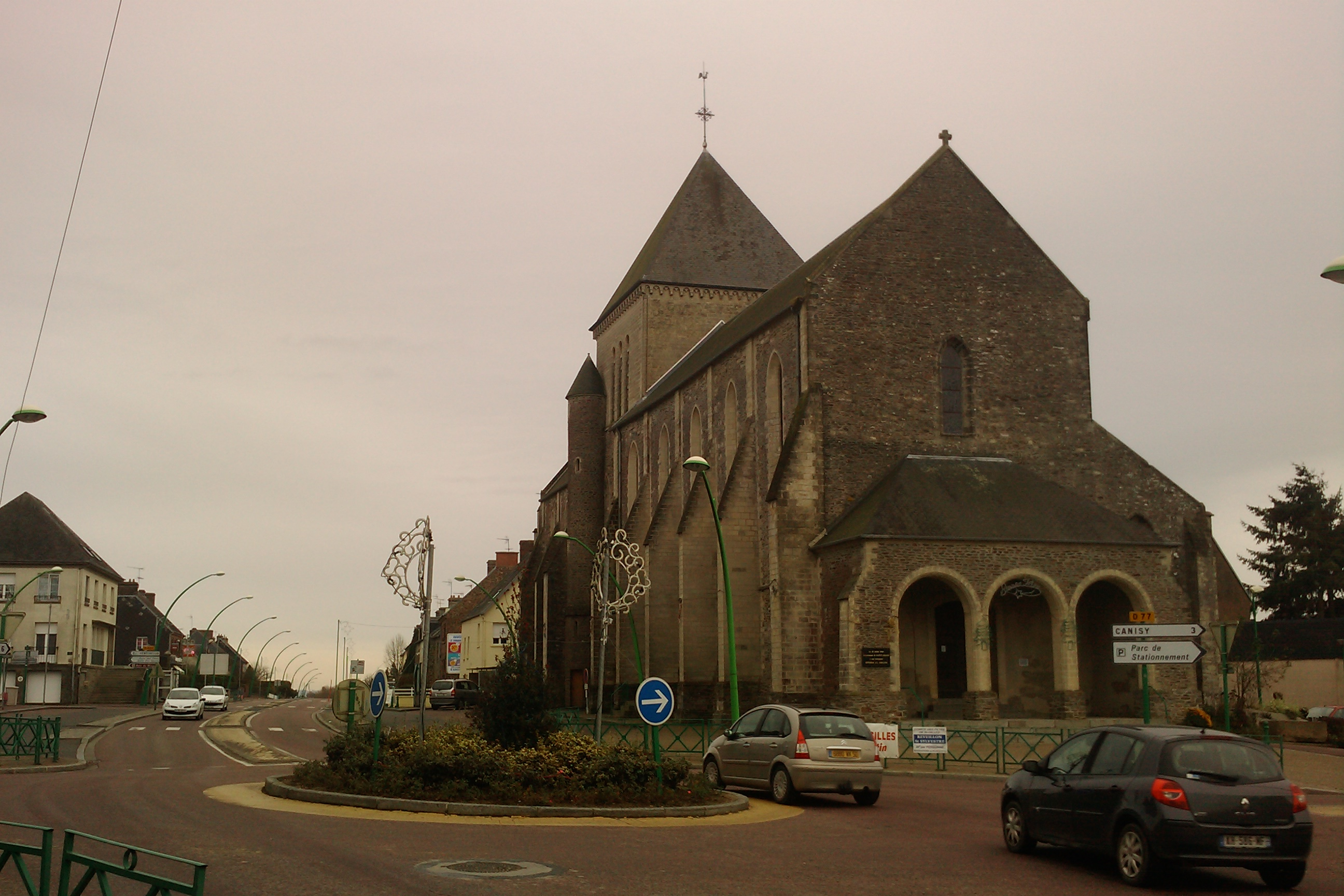
Kirche Saint-Gilles

- Kirche Saint-Gilles